# Charlestown of Aberlour
Charlestown of Aberlour, meist kurz Aberlour, von Gälisch: Obar Lobhair genannt, ist eine Ortschaft am Spey in der schottischen Council Area Moray. Sie liegt etwa 20 km südlich von Elgin und westlich von Keith. Für das Jahr 2011 sind 972 Einwohner verzeichnet.
In Joan Blaeus Atlas aus dem Jahre 1654 ist an dieser Stelle eine Ansiedlung namens Abirlaur verzeichnet. Die heutige Ortschaft wurde im Jahre 1812 von Charles Grant gegründet und nach dessen Sohn Charles benannt.

## Verkehr
Die Ortschaft liegt an der A95. Bis 1965 bediente die Strathspey Line den Bahnhof von Aberlour, bis die Linie eingestellt wurde. Dieser wurde zu einem Besucherzentrum umgebaut.  Etwa zwei Meilen nordöstlich errichtete Thomas Telford zwischen 1812 und 1814 die Craigellachie-Brücke über den Spey. 1970 wurde parallel eine neue Stahlbetonbrücke erbaut und die alte Brücke für den Automobilverkehr gesperrt. 1902 wurde die Fußgängerbrücke Victoria Bridge fertiggestellt, die eine Fährverbindung über den Spey ersetzte.

## Wirtschaft
Die Stadt liegt inmitten der bedeutenden Whiskyregion Speyside und ist Standort der Whiskybrennereien Aberlour, Glenallachie und Dailuaine. Mit Cardhu, Knockando, Glenfarclas, Benrinnes, Glen Grant, Glenrothes, Craigellachie, Glenfiddich, Macallan und Dufftown befinden sich zehn weitere Brennereien im Umkreis von zehn Kilometern. Darüber hinaus hat das traditionsreiche Backunternehmen Walkers Shortbread seinen Hauptsitz im Ort.

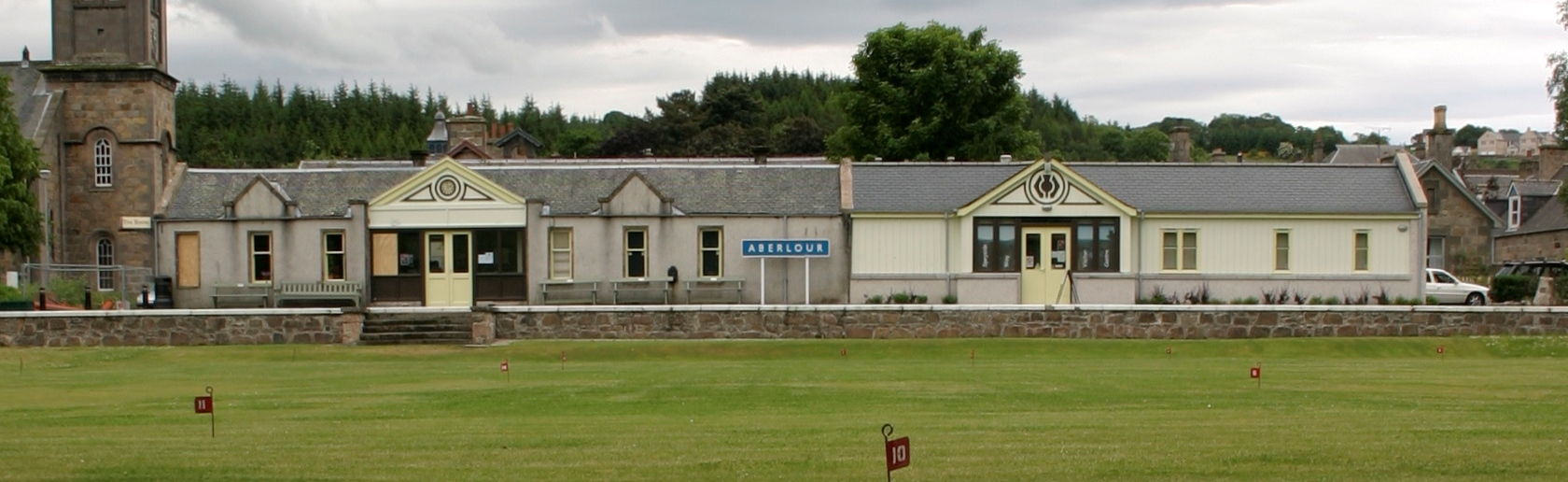
Ehemaliger Bahnhof von Aberlour
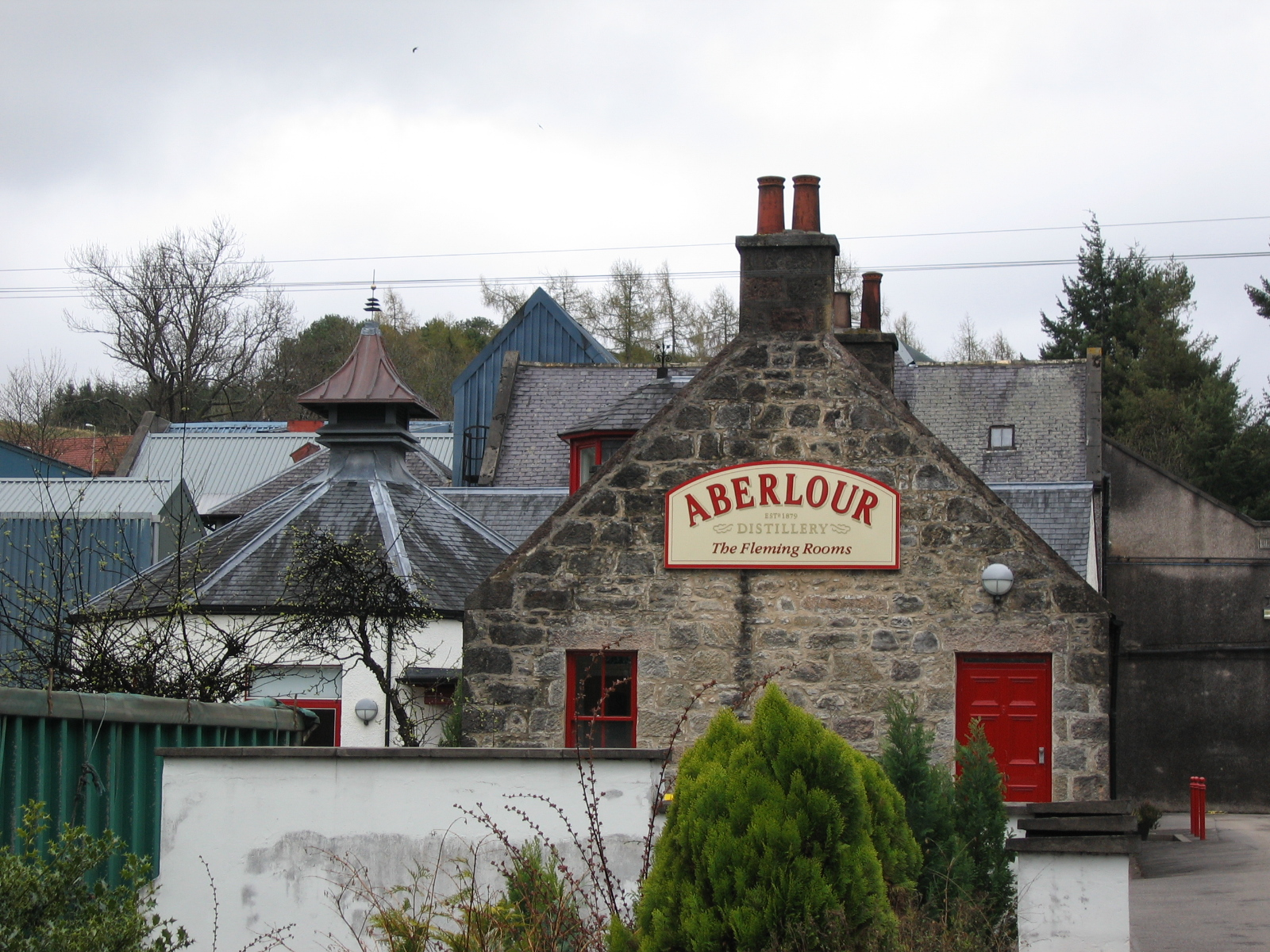
Aberlour-Brennerei
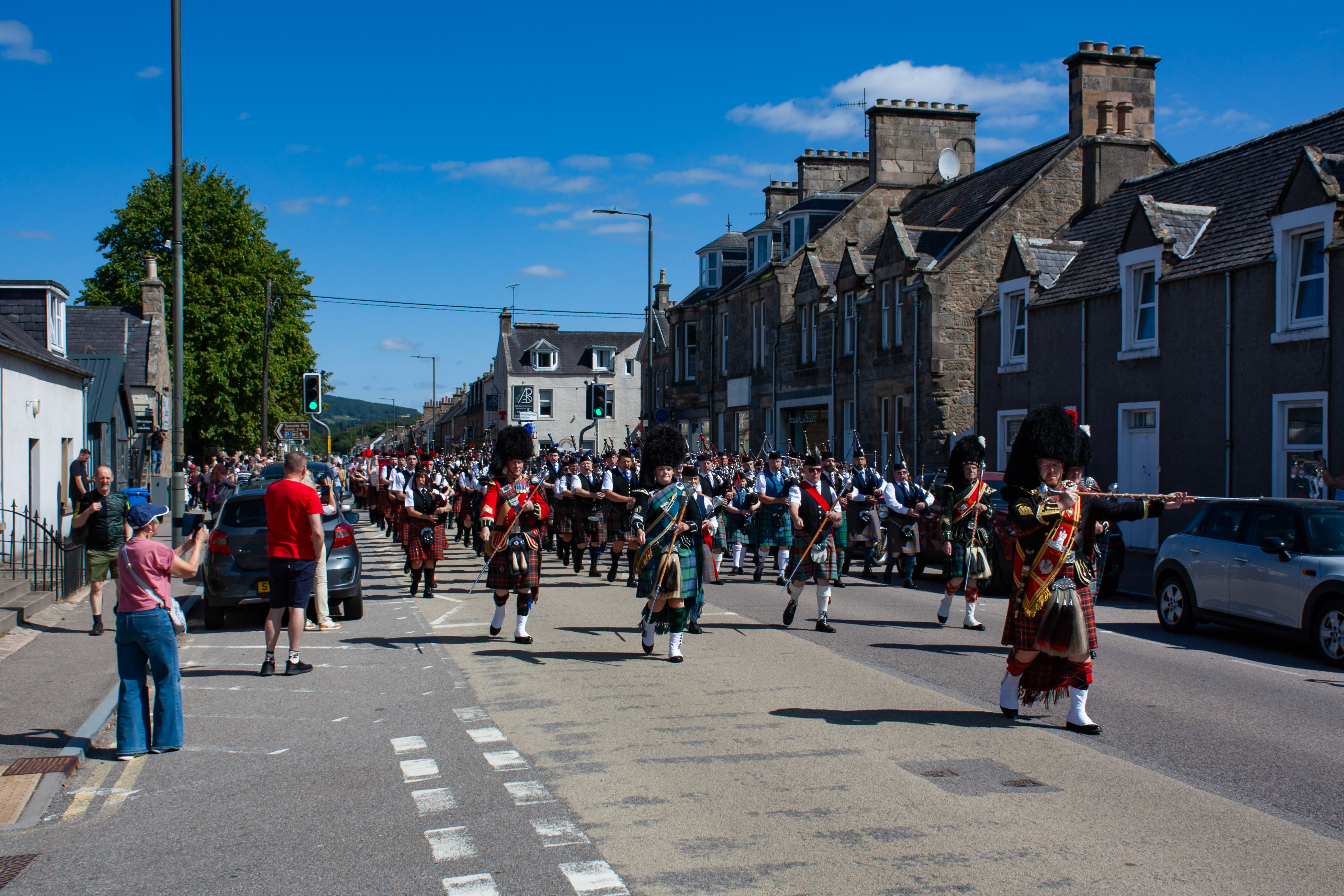
Parade in Aberlour 2025